# Diamond Tour 2019
La 6e édition du Diamond Tour a eu lieu le 16 juin 2019. Elle fait partie de la Lotto Cycling Cup 2019 et du calendrier UCI en catégorie 1.1. Elle est remportée par la Néerlandaise Lorena Wiebes.

## Équipes
| Équipes féminines professionnelles (10)- Biehler Pro Cycling - BTC City Ljubljana - Doltcini-Van Eyck Sport - Health Mate-Ladies Team - Hitec Products - Lotto Soudal Ladies - Memorial Santos-Fupes - Mexx-Watersley International - Parkhotel Valkenburg-Destil - Valcar Cylance Équipes nationales (2)- Australie - Belgique Équipe féminines amateur (13)- Andy Schleck Cycles-Immo Losch - Brother UK-Tifosi-OnForm - Equano - Illi-Bikes - Isorex - Jos Feron Lady Force - Keukens Redant - Mike Greer Homes - Multum Accountants - Rogelli-Gyproc - S-bikes Bodhi - Team Stuttgart - Wielerclub de sprinters Malderen |
| |

## Parcours
Le parcours est constitué de onze tours de 10,6 km de long.

## Récit de la course
La course se conclut par un sprint remporté par Lorena Wiebes.

## Classements

### Classement final
| \| Classement général \| Classement général \| Classement général \| Classement général \| Classement général \| \| Coureuse \| Coureuse \| Pays \| Équipe \| Temps \| \| ------------------ \| --------------------- \| ------------------ \| ----------------------- \| ------------------ \| \| 1re \| Lorena Wiebes \| Pays-Bas \| Parkhotel Valkenburg \| 2 h 50 min 02 s \| \| 2e \| Elisa Balsamo \| Italie \| Valcar Cylance \| + 0 s \| \| 3e \| Lotte Kopecky \| Belgique \| Lotto Soudal Ladies \| + 0 s \| \| 4e \| Kelly Druyts \| Belgique \| Doltcini-Van Eyck Sport \| + 0 s \| \| 5e \| Kathrin Schweinberger \| Autriche \| Health Mate-Ladies Team \| + 0 s \| \| 6e \| Monique van de Ree \| Pays-Bas \| BTC City Ljubljana \| + 0 s \| \| 7e \| Daniela Gaß \| Allemagne \| Equano \| + 0 s \| \| 8e \| Janine van der Meer \| Pays-Bas \| Parkhotel Valkenburg \| + 0 s \| \| 9e \| Kaat Hannes \| Belgique \| Jos Feron Lady Force \| + 0 s \| \| 10e \| Katharina Hechler \| Allemagne \| Team Stuttgart \| + 0 s \| |                       |           |                         |                 |
| |                       |           |                         |                 |
| |                       |           |                         |                 |
| Classement général |                       |           |                         |                 |
| Coureuse | Coureuse              | Pays      | Équipe                  | Temps           |
| 1re | Lorena Wiebes         | Pays-Bas  | Parkhotel Valkenburg    | 2 h 50 min 02 s |
| 2e | Elisa Balsamo         | Italie    | Valcar Cylance          | + 0 s           |
| 3e | Lotte Kopecky         | Belgique  | Lotto Soudal Ladies     | + 0 s           |
| 4e | Kelly Druyts          | Belgique  | Doltcini-Van Eyck Sport | + 0 s           |
| 5e | Kathrin Schweinberger | Autriche  | Health Mate-Ladies Team | + 0 s           |
| 6e | Monique van de Ree    | Pays-Bas  | BTC City Ljubljana      | + 0 s           |
| 7e | Daniela Gaß           | Allemagne | Equano                  | + 0 s           |
| 8e | Janine van der Meer   | Pays-Bas  | Parkhotel Valkenburg    | + 0 s           |
| 9e | Kaat Hannes           | Belgique  | Jos Feron Lady Force    | + 0 s           |
| 10e | Katharina Hechler     | Allemagne | Team Stuttgart          | + 0 s           |

### Points UCI
| Position           | 1er | 2e | 3e | 4e | 5e | 6e | 7e | 8e | 9e | 10e | 11e | 12e | 13e à 15e | 16e à 25e |
| Classement général | 125 | 85 | 70 | 60 | 50 | 40 | 35 | 30 | 25 | 20  | 15  | 10  | 5         | 3         |

## Organisation

### Primes
L'épreuve attribue les primes suivantes :
| Position | 1er   | 2e    | 3e    | 4e    | 5e    | 6e    | 7e    | 8e    | 9e    | 10e  |
| Prix     | 420 € | 365 € | 295 € | 185 € | 165 € | 155 € | 145 € | 130 € | 120 € | 65 € |

Les coureuses placées de la 11e à la 20e place  repartent avec 65 €.